# Ottón Solís Fallas
Pour les articles homonymes, voir Solis.
Ottón Solís Fallas (né le 31 mai 1954 dans le canton de Pérez Zeledón, province de San José) est un homme politique et économiste costaricien, leader et candidat centre gauche du Parti d'action citoyenne à l'élection présidentielle de février 2010, qui constitue actuellement la principale force d'opposition au sein de l'Assemblée législative de la République du Costa Rica.
C'est un des sept candidats qui s'est disputé la présidence de la République du Costa Rica pour le mandat 2010-2014. Il termine deuxième avec 25,04 % des voix, derrière la candidate Laura Chinchilla Miranda, élue à la présidence le 7 février 2010.